# Chiesa della Sainte-Trinité
La chiesa della Santissima Trinità (in francese église de la Sainte-Trinité) è un luogo di culto cattolico di Parigi, situato nel IX arrondissement, lungo l'asse di rue de la Chaussée-d'Antin. È sede dell'omonima parrocchia, dal 1986 affidata alla Comunità dell'Emmanuele.

## Storia
L'edificio venne progettato dall'architetto Théodore Ballu su commissione del Barone Haussmann nell'ambito dei lavori per la trasformazione di Parigi sotto il Secondo Impero. A dispetto del lusso dei suoi decori e della sua imponenza, la sua costruzione fu in realtà piuttosto economica, richiedendo non più di quattro milioni di franchi dell'epoca. Come per la coeva chiesa di Saint-Augustin, opera di Victor Baltard, venne fatto un massiccio uso di pilastri in ghisa e ferro, realizzando un edificio dalle dimensioni imponenti (90 m di lunghezza, 34 di larghezza, 30 di altezza e un campanile di 65) con notevole risparmio di materiale. Tuttavia a differenza di Saint-Augustin l'uso del metallo non è visibile, poiché il costruttore volle mascherarlo con decori in muratura.
La prima pietra fu posata nel 1861 e la struttura venne portata a termine nel 1867; tuttavia fu dedicata soltanto nel 1913. Dal 2016 è classificata come monumento storico di Francia.

## Descrizione

### Esterno
L'edificio venne costruito a coronamento di una piccola piazza progettata da Jean-Charles Alphand. La facciata, riccamente decorata, è ispirata al Rinascimento italiano, con delle nicchie che riprendono quelle della basilica di San Giovanni in Laterano. Le statue e i decori illustrano i misteri della Trinità e i Padri della Chiesa che ne hanno difeso il dogma. Nella parte superiore della facciata sono rappresentate le quattro virtù cardinali mentre ai quattro lati del campanile, ispirato al Rinascimento francese, sono raffigurati i simboli dei quattro evangelisti. Al prospetto della chiesa parigina sono ispirati quelli della chiesa di Saint-Martin ad Hayange, dipartimento della Mosella, edificata nel 1883-1884 su disegno di Rémy-Édouard Jacquemin, e della chiesa di Saint-Jean-Baptiste a Québec, Canada, costruita nel 1881-1883 dall'architetto Joseph-Ferdinand Peachy.

### Interno

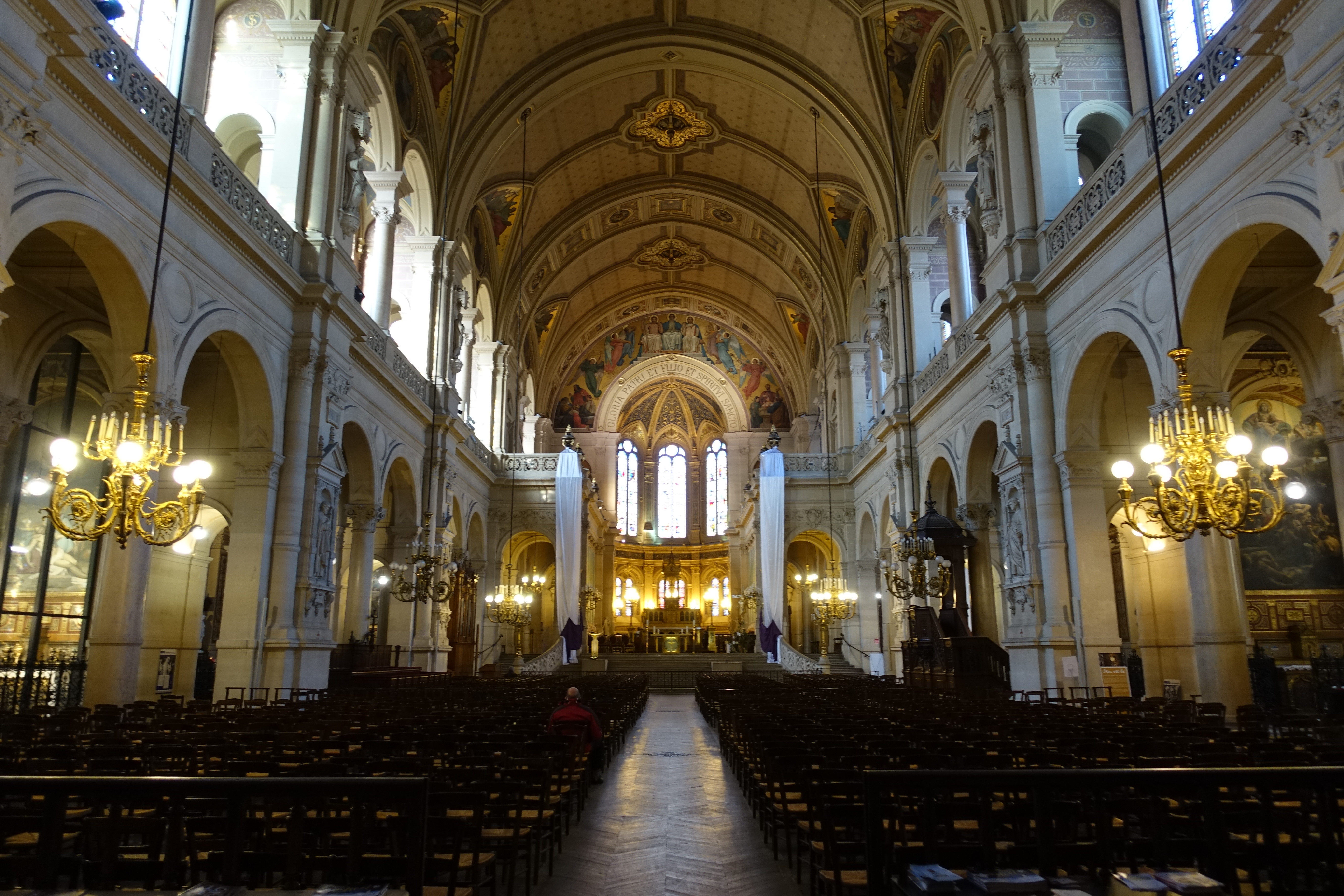
Interno

L'edificio, a tre navate, senza transetto, si apre sul coro sopraelevato, fiancheggiato da dieci colonne che simboleggiano i Dieci Comandamenti. Il dipinto sopra il coro raffigura la Trinità; sui muri i dipinti sono dell'epoca di Napoleone III (1852-1870). L'altare maggiore è opera di Placide Poussielgue-Rusand (1824-1889).
Tutte le cappelle sono riccamente ornate da quadri, esse si trovano:
- a destra della navata: cappella di Dionigi di Parigi, cappella di Santa Genoveffa, cappella di Vincenzo de' Paoli;
- a sinistra della navata: cappella del Sacro Cuore di Gesù;
- in fondo al coro: cappella della Vergine.

Esistono altre due cappelle ai lati del coro, ma esse sono vietate al pubblico.

### Organi a canne
,

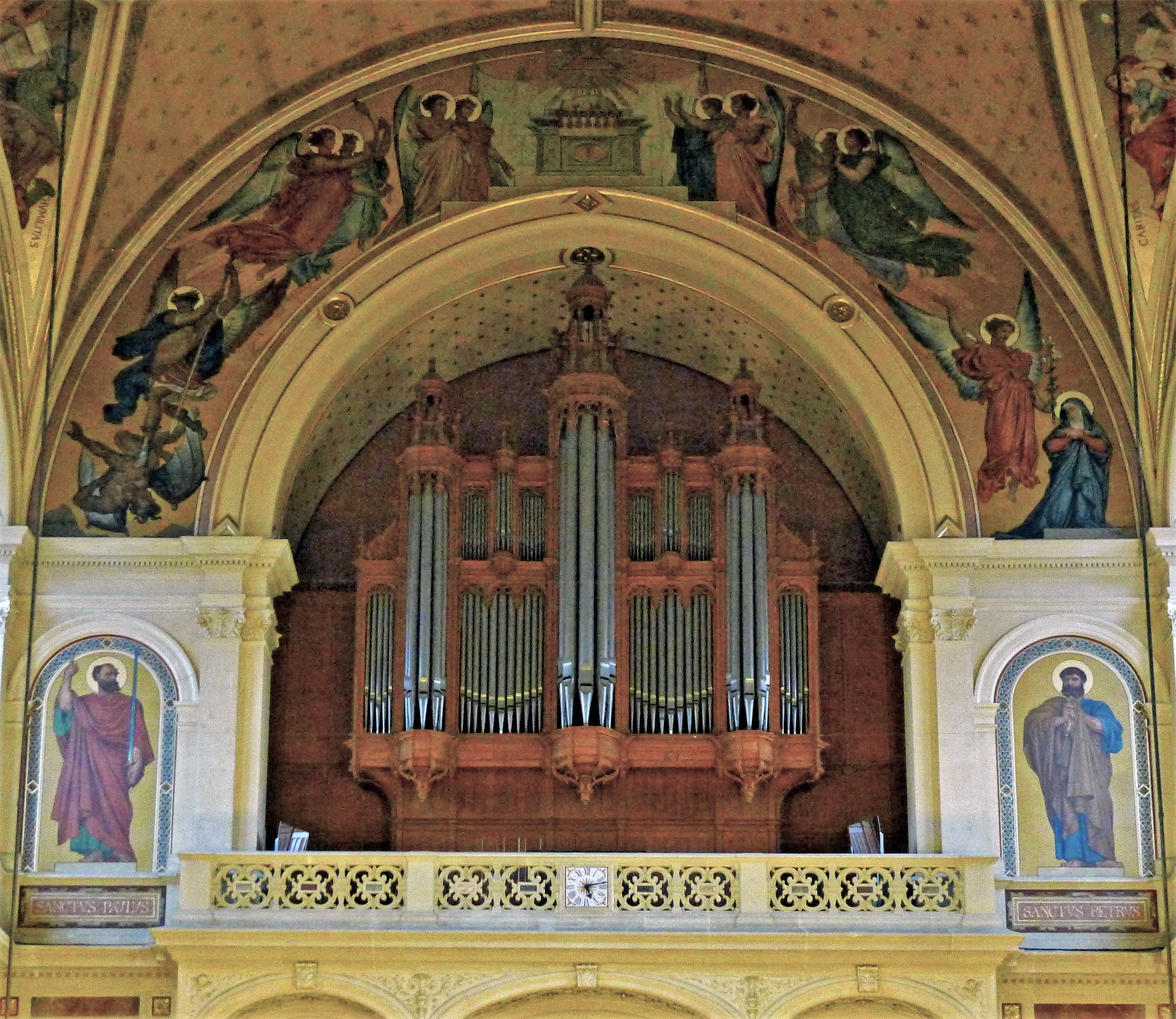
L'organo maggiore

Sull'ampia cantoria in controfacciata, si trova il grande organo a canne costruito da Aristide Cavaillé-Coll nel 1867-1968; a partire dal 1901, lo strumento venne restaurato e profondamente rimaneggiato, principalmente su richiesta di Olivier Messiaen, organista titolare dal 1931 al 1992. Infatti nel 1934 vennero aggiunti sette nuovi registri e aggiunte leve Barker alla trasmissione del positivo. Tra il 1962 e il 1965 venne elettrificata tutta la trazione dei registri, aggiunti altri otto registri e completamente rifatta la consolle, mentre durante i più recenti lavori di restauro della chiesa, lo strumento è stato completamente ripulito e revisionato. L'organo attualmente ha 60 registri su tre manuali e pedale.
Sotto la prima arcata di sinistra dell'ultima campata della navata centrale, si trova un secondo organo a canne costruito da Aristide Cavaillé-Coll e destinato all'utilizzo durante le liturgie. Lo strumento, a trasmissione meccanica originale, ha 15 registri su due manuali e pedale.